# کوین پول
کوین پول (انگلیسی: Kevin Poole؛ زادهٔ ۲۱ ژوئیهٔ ۱۹۶۳) یک بازیکن فوتبال اهل بریتانیا است. 